# Cidade Universitária (Recife)
A Cidade Universitária integra a 4ª Região Político-Administrativa do Recife (RPA-4), a Oeste da cidade, que é formada por 12 bairros. 
Como o nome indica, o bairro surgiu em torno do campus da Universidade Federal de Pernambuco (UFPE) cuja construção teve início em 1948. 
A UFPE é anterior, foi criada em 1946 sob o nome Universidade do Recife, mas os primeiros edifícios do campus só foram inaugurados em 1958. 
A Cidade Universitária limita-se com os seguintes bairros: Engenho do Meio, Iputinga, Várzea e Curado. 
O bairro é um dos menos populosos do Recife: segundo o Censo IBGE, em 2000 a Cidade Universitária tinha uma população de apenas 541 habitantes. Seu IDH em 2000 era de 0,858.
O bairro ocupa uma área de 1,60 quilômetro quadrado e, além da estrutura do campus da UFPE (hospital, bibliotecas, centros de pesquisa) e do Campus Recife do Instituto Federal de Pernambuco (IFPE), abriga o gigantesco edifício da Sudene (Superintendência de Desenvolvimento do Nordeste), o qual hoje também é parte do patrimônio da UFPE. 

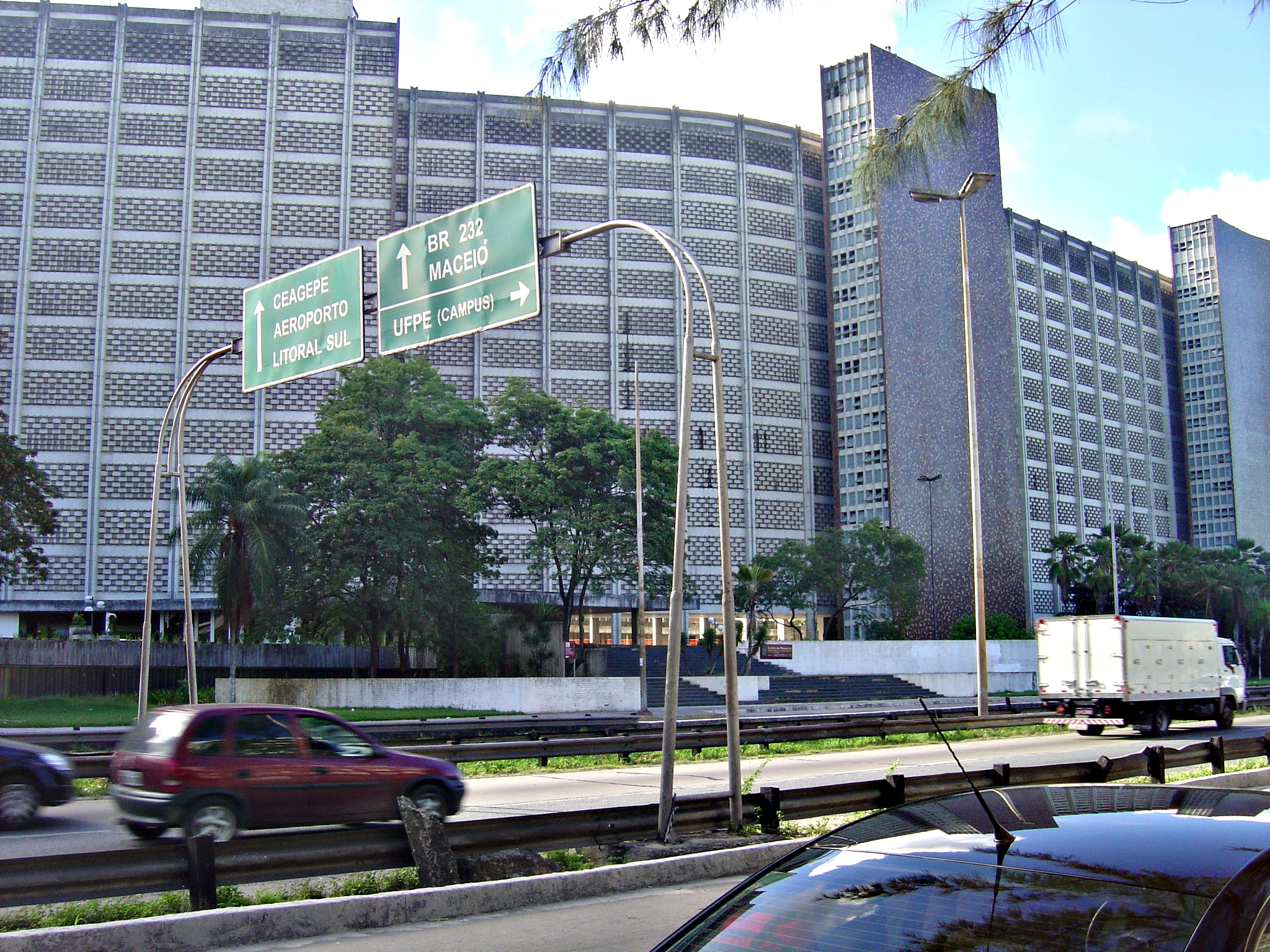
Edifício sede da Sudene.